# Boyhood's End
Boyhood's End és una cantata per a tenor i piano composta per Michael Tippett el 1943, basada en text de William Henry Hudson. Tippett va escriure la peça per a Peter Pears i Benjamin Britten, el talent dels quals l'havia impressionat durant un assaig de My Beloved Speke. Pears i Britten van interpretar Boyhood's End el juny de 1943 al Morley College; es va estrenar, potser per algú altre, el 24 de maig d'aquell any.